# Aethecerinus latecinctus
Aethecerinus latecinctus là một loài bọ cánh cứng trong họ Cerambycidae.